# Linum pamphylicum
Linum pamphylicum är en linväxtart. Linum pamphylicum ingår i släktet linsläktet, och familjen linväxter.

## Underarter
Arten delas in i följande underarter:
- L. p. olympicum
- L. p. pamphylicum
- L. p. papilliferum